# Nicolás García (nuotatore)
Nicolás García Saiz (18 giugno 2000) è un nuotatore spagnolo, specializzato nel dorso.

## Biografia
Gareggia per il CN Gredos San Diego. E' allenato da Pedro Simon e Serafin Calvo.
Agli europei di Budapest 2020, disputati nel maggio 2021 presso la Duna Aréna, ha gareggiato nei 50, 100 e 200 metri dorso, dove è stato eliminato in batteria, rispettivamente con il 31º, 28º e 21º piazzamento. Nella staffetta 4x100 misti mista è approdato alla finale con Jessica Vall, Alberto Lozano e Lidón Muñoz, concludendo ottavo.
All'età di diciannove anni, ha rappresentato la Spagna ai Giochi olimpici estivi di Tokyo 2020, raggiungendo la finale dei 200 metri dorso in cui ha terminato ottavo.

## Palmarès
| Anno | Manifestazione   | Sede     | Evento              | Risultato | Prestazione | Note |
| ---- | ---------------- | -------- | ------------------- | --------- | ----------- | ---- |
| 2021 | Europei di nuoto | Budapest | 50 m dorso          | 31º B     | 25"71       |      |
| 2021 | Europei di nuoto | Budapest | 100 m dorso         | 28º B     | 54"97       |      |
| 2021 | Europei di nuoto | Budapest | 200 m dorso         | 21º B     | 1'59"59     |      |
| 2021 | Europei di nuoto | Budapest | 4x100 m misti mista | 8º        | 3'49"90     |      |
| 2021 | Giochi olimpici  | Tokyo    | 200 m dorso         | 8º        | 1'59"06     |      |